# Пікерінг (Онтаріо)
Пікерінг (англ. Pickering) — місто (231,58 км²) в провінції Онтаріо у Канаді, в регіональному муніципалітеті Дюрема.  Пікерінг розташований на березі озера Онтаріо.
Місто налічує 87 139 мешканців (2001) (376,28 /км²). У місті Пікерінг розташована Пікерінзька атомна електростанція — (англ. Pickering Nuclear Generating Station).
Містечко — частина промислового району, прозваного «Золотою підковою».

## Особливості
- «Золота підкова» — (англ. Golden Horseshoe)
- АЕС Пікерінг[en]